# 裕民镇
裕民镇，是中华人民共和国四川省广安市岳池县下辖的一个乡镇级行政单位。幅员面积36.7平方公里，总人口36080人。其中：男性18716人、女性17364人、非农业人口1708人。镇属浅丘带坝地貌，现已形成以生产优质粮油、蔬菜为主的种植业；以生猪、家禽为主的养殖业；以精米、面、酿酒、页岩机砖为主的加工业。特色产品裕民泡菜。

## 行政区划
裕民镇下辖以下地区：
香炉嘴社区、广兴场村、桥洞村、祖家院村、高笋田村、石佛寺村、土地堂村、石朝门村、丁家湾村、羊山寺村、水井湾村、古迹山村、彭家场村、陶家沟村、向家坪村、王家桥村、茅草坪村、毛坝村、接官亭村、蔡家桥村、杉树湾村、尹垭村、流杯池村、断桥沟村、芝字坝村、樊家桥村和新桥村。